# Landvrede van Mainz
De Landvrede van Mainz werd uitgevaardigd door Keizer Frederik II ter gelegenheid van de rijksdag in Mainz op 15 augustus 1235. Het is de eerste Duitse wet, die in het latijn en in de volkstaal werd uitgegeven.

## Geschiedenis
De eerste landvrede (constitutio pacis) werd in 1103 door Keizer Hendrik IV tot stand gebracht als de zogenaamde Eerste Vrede van Mainz. De bedoeling was het principe van de godsvrede verder te zetten.  In 1186 werd bepaald dat een vete formeel moest worden verklaard door middel van een vetebrief en pas drie dagen na de verklaring kon worden toegepast. Onder Keizer Frederik I Barbarossa werd het Romeins recht omgevormd tot Keizerlijk recht en onder zijn kleinzoon Frederik II werden in 1231 de wetten van Melfi uitgevaardigd.

## Inhoud
De Vrede van Mainz bestaat uit 29 artikelen en bevat, naast strafrechtelijke bepalingen, bepalingen over munt-, douane- en transportsysteem, de functies van de ambtenaren.
De Vrede van Mainz schafte het veterecht niet af, maar onderwierp de vetewet aan bepaalde procedurele regels. Hij beschermde opnieuw de mensen die in die tijd niet "in staat waren wapens te dragen", zoals vrouwen, boeren, joden, geestelijken, kooplieden, enz., evenals kerken en kerkhoven. Schendingen van deze regels moeten leiden tot sancties.
Bovendien moest er, voordat een vete begon, een beroep worden gedaan op een rechtbank en moest er een juridisch bindend vonnis worden bereikt. Alleen als dit niet tot succes leidde, kon een vete worden ontketend. Zo nam een gereguleerde gerechtelijke procedure de plaats in van de de vuistwet.
De basisgedachte is vastgelegd in artikel 5 zin 1 van de Landvrede: "Wet en rechtbank zijn zo geschapen dat niemand wreker wordt van zijn eigen onrecht; want waar het gezag van de wet ontbreekt, heerst willekeur en wreedheid."
260 jaar later in 1495 werd met de Eeuwige Landvrede onder Keizer Maximiliaan I het veterecht volledig afgeschaft.